# بيراهيم غايي
بيراهيم غايي، لاعب كرة قدم سنغالي، من مواليد 1994.
لعب سابقاً في نادي ديامبارز ونادي الشباب الكويتي ونادي الشحانية القطري و حسنية أكادير .